# شان الیس
شان اِلیس (انگلیسی: Sean Ellis؛ زادهٔ ۱۹۷۰ میلادی) یک هنرپیشه، عکاس، کارگردان و تهیه‌کننده اهل بریتانیا است. وی از سال ۲۰۰۱ میلادی تاکنون مشغول فعالیت بوده‌است.
او تا کنون برندهٔ جوایز گوناگونی در زمینه ساختِ فیلم و کارگردانی آنها شده است.
از فیلم‌ها یا مجموعه‌های تلویزیونی که وی در آن‌ها نقش داشته است می‌توان به انتروپوید و بازپرداخت اشاره نمود.